# Exocentrus rufosuturalis
Exocentrus rufosuturalis är en skalbaggsart som beskrevs av Stefan von Breuning 1970. Exocentrus rufosuturalis ingår i släktet Exocentrus och familjen långhorningar. Inga underarter finns listade i Catalogue of Life.